# Коріна Кепріоріу
Коріна Кепріоріу  (рум. Corina Căprioriu, 18 липня 1986) — румунська дзюдоїстка, олімпійська медалістка.

## Виступи на Олімпіадах
| Олімпіада   | Дисципліна      | Місце |
| ----------- | --------------- | ----- |
| Лондон 2012 | легка категорія | 2     |
| Ріо 2016    | легка категорія | 5     |